# Інститут сонячної фізики
Інститут сонячної фізики (нім. Institut für Sonnenphysik) — дослідницький інститут, проводить прикладні фундаментальні дослідження в галузях астрономії, астрофізики та фізики Сонця. Розташований у Фрайбурзі в Німеччині.
Інститут був заснований 1943 році Карлом-Отто Кіпенгоєром як Інститут Фраунгофера. Пізніше називався Інститут сонячної фізики Кіпенгоєра. Від 2018 по 2023 рік інститут називався Інститут сонячної фізики Лейбніца, але 2023 року втратив своє членство в Асоціації Лейбніца через негативну оцінку роботи інституту.

## Історія
Інститут заснував у 1943 році Карл-Отто Кіпенгоєр як «Інститут Фраунгофера». Кіпенгоєр був директором інституту з 1943 року до своєї смерті в 1975 році. Інститут було перейменовано на «Інститут сонячної фізики Кіпенгоєра» на честь засновника інституту та для того, щоб Товариство Фраунгофера могло називати свої власні інститути (перший з яких був заснований у 1954 році) «Інститутами Фраунгофера». Обидві установи були незалежно названі на честь фізика Йозефа фон Фраунгофера, і вони не мали жодного іншого зв'язку, окрім назви. 
У листопаді 2018 року інститут перейменували на Інститут сонячної фізики імені Лейбніца (нім. Leibniz-Institut für Sonnenphysik), щоб підкреслити членство інституту в Асоціації Лейбніца.
Наприкінці 2023 року інститут втратив своє членство в Асоціації Лейбніца через негативну оцінку його роботи, а науковий директор та директор з приладобудування мусили залишити свої посади.

## Організація
Інститут сонячної фізики є публічно-правовою установою землі Баден-Вюртемберг. Інститут поділений на два наукові відділи: «Сонячна та зоряна астрофізика» та «Обсерваторія та приладобудування». Третій адміністративно-технічний відділ об'єднує міжгалузеві групи адміністрації та технічного обслуговування.

## Обсерваторії
Інститут сонячної фізики керує установками для спостереження Сонця для власних досліджень та для сонячної спільноти в Німеччині та інших країнах. Основними об'єктами інституту є німецькі сонячні телескопи в Обсерваторії Тейде, підпорядкованій Інституту астрофізики Канарських островів і розташованій на Тенерифе в Іспанії, найбільший у Європі сонячний телескоп GREGOR, а також Вакуумний баштовий телескоп. Крім того, інститут бере участь у роботі низки сучасних наземних, космічних та аеростатних спостережних установок, таких як Сонячний телескоп імені Данієла Іноуї (DKIST), сонячна обсерваторія на повітряній кулі сонячна обсерваторія на повітряній кулі Sunrise та космічний апарат Solar Orbiter. Участь інституту у цих спостережних проєктах включає як розробку приладів, так і власне наукову діяльність.
З 1940-х по 1980-ті роки інститут керував обсерваторією Шауінсланд біля Фрайбурга, використовуючи її для наукових досліджень. Зараз цю обсерваторію використовують виключно для навчання та просвітницької роботи.
З 1950-х по 1988 рік інститут керував Сонячною обсерваторією в Анакапрі на Капрі в Італії. Рефрактор Куде був введений в експлуатацію в 1966 році, і відтоді сонячний телескоп на Шауінсланді використовували лише для тестування обладнання. Протягом кількох років обсерваторія Капрі зі своїм безкупольним телескопом забезпечувала інститут спостережними даними.
На початку 1970-х років інститут шукав зручне місце для створення європейської сонячної обсерваторії, і Карл-Отто Кіпенгоєр брав активну участь у цих пошуках. Зрештою, обрали іспанський острів Тенерифе, який відзначається сухим кліматом та стабільною атмосферою. У 1989 році почав працювати Вакуумний баштовий телескоп із 70-сантиметровим дзеркалом та адаптивною оптикою. Обсерваторія на Капрі закрилась після того, як почала працювати сонячна обсерваторія на Тенерифе. 2013 року в Обсерваторії Тейде почав працювати сонячний телескоп GREGOR із дзеркалом діаметром 1,5 м.